# Johannes Blaskowitz
Johannes Albrecht Blaskowitz (10. juli 1883 – 5. februar 1948) var en tysk general under 2. verdenskrig.

## Tidlige år
Johannes Blaskowitz blev født i Peterswalde i Østpreussen. Hans far var en lutheransk præst. I 1894 blev Blaskowitz optaget på kadetskolen i Köslin (Koszalin) og gik senere på skolen i Lichterfelde ved Berlin. I 1899 begyndte han sin militære karriere som fenrik i et østpreussisk regiment i Osterode (Ostróda).

## 1. verdenskrig
Under 1. Verdenskrig gjorde Blaskowitz tjeneste på såvel Østfronten som Vestfronten og kom til generalstaben. Han blev forfremmet til at lede et kompagni i infanteriet i 1918 og blev tildelt jernkorset for tapperhed.

## Mellemkrigstiden
Blaskowitzs indsats i krigen sikrede ham en plads i Reichswehr under Weimarrepublikken, hvor han steg i graderne indtil 1938, hvor Adolf Hitler afskedigede næsten alle andre overordnede generaler. Hans holdning til nazisternes magtovertagelse var efter sigende, at han var indifferent, da han mente, at de væbnede styrker skulle være "politisk neutrale".
I begyndelsen af 1939 havde han kommandoen over de tyske styrker som besatte Østrig og Tjekkoslovakiet og blev forfremmet til general i infanteriet og fik kommandoen over den 8. armé lige inden 2. Verdenskrigs udbrud.

## Polen 1939
Under angrebet på Polen, som indledte 2. Verdenskrig, deltog 8. armé under Blaskowitz' kommando i slaget ved Bzura. Han blev tildelt Ridderkorset, blev forfremmet til generaloberst og blev indsat som øverstkommanderende i Øst (Oberbefehlshaber Ost) i Polen den 20. oktober 1939.
Som traditionel soldat holdt Blaskowitz sine soldater i faste tøjler, når det drejede sig om omgang med civile, og blev forarget over de grusomheder, der blev begået af SS og Einsatzgruppen mod polakker og jøder. Mellem november 1939 og februar 1940 skrev han adskillige memoranda til sine overordnede hvor han detaljeret beskrev SS' overgreb i Polen, deres effekt på soldater i hæren og den opsætsige holdning i SS overfor hæren. Hans protester førte imidlertid ikke til fordømmelser af sådan adfærd, og betød blot at han fik fjender i form af Hans Frank, Reinhard Heydrich, Heinrich Himmler og Adolf Hitler, mens generalstabschefen Alfred Jodl afviste dem som naive og unødvendige.
Den øverstkommanderende Walther von Brauchitsch fremsendte Blaskowitz' første memorandum til Hitler den 18. november, og denne udsendte en tirade mod Blaskowitz, hvor han fordømte hans bekymringer vedrørende retssikkerhed som "barnlige" og hånede hans "Frelsens hær holdninger". Som et resultat heraf blev Blaskowitz sat på den sorte liste og blev afsat som hærchef den 29. maj 1940.

## Besættelsen af Frankrig
Efter slaget om Frankrig i maj-juni 1940 blev Blaskowitz oprindelig udset til at lede 9. armé ved besættelsen, men udnævnelsen blev blokeret af Hitler og i stedet blev han udpeget til den forholdsvis beskedne stilling som militærguvernør i det nordlige Frankrig, en stilling han beklædte indtil oktober 1940, hvor han blev overført til at lede 1. armé på den franske sydvestkyst mellem Bretagne og den spanske grænse.
I maj 1944, efter at Gerd von Rundstedt var blevet udnævnt til øverstkommanderende i vest (OB West) blev Blaskowitz udnævnt til chef for Heeresgruppe G. Denne forholdsvis lille styrke bestod af 1. armé og 19. armé og havde til opgave at forsvare Sydfrankrig under denne forestående allierede invasion.
Invasionen af Sydfrankrig begyndte den 15. august med Operation Dragoon, hvor allierede styrker gjorde landgang på Rivieraen mellem Toulon og Cannes. Blaskowitz var i alvorlig undertal og manglede luftstøtte. Han indsatte sine enheder og stabiliserede fronten, hvorefter han ledede en kæmpende tilbagetrækning mod nord for at undgå at blive omringet.
Amerikanske hærenheder forfulgte Blaskowitz op gennem Vogeserne inden de gjorde holdt for at omgruppere sig. Blaskowitz styrker blev forstærket med 5. panserarmé under Hasso von Manteuffel. Blaskowitz ønskede at hans styrker skulle forskanse sig, men Hitler gav ham ordre til straks at gå til modangreb mod den 3. amerikanske armé. Både Manteuffel og Blaskowitz kunne se det håbløse i et sådan forehavende, men adlød deres ordrer, og deres angreb skabte forvirring i de amerikanske styrker og de blev omtrent trængt tilbage til Luneville den 18.-20. september 1944. Her voksede modstanden og angrebet blev stoppet. Rasende over det fejlslagne angreb fyrede Hitler straks Blaskowitz og udskiftede ham med Hermann Balck.

## Felttoget i vesten 1944-45
Blaskowitz var uden opgaver i nogen tid indtil december 1944, hvor han pludselig blev tilkaldt og fik ordre til at angribe i Alsace-Lorraineområdet som støtte for den igangværende Ardenneroffensiv. Den 1. januar 1945 angreb Heeresgruppe G den amerikanske 7. armé, og efter svære kampe blev den omringet i Colmar-lommen. Da kampene havde nået sit højdepunkt, blev Blaskowitz overført til Holland, hvor han efterfulgte Kurt Student som chef for Heeresgruppe H. I de følgende tre måneder gennemførte han en kæmpende tilbagetrækning overfor den britiske 8. armé og fik tildelt sværd til sit ridderkors. Selv om han styrede tropperne under sin kommando med jernhånd og truede med at henrette desertører, tillod Blaskowitz allierede nedkastninger af mad og medicin til den hollandske civilbefolkning. Kommandostrukturen blev ændret i begyndelsen af april 1945 og Blaskowitz blev øverstkommanderende for de tyske tropper i Holland.
Den 5. maj 1945 blev Blaskowitz tilkaldt til Hotel de Wereld i Wageningen af general Charles Foulkes (chefen for det 1. canadiske korps) for at forhandle om overgivelse af de tyske tropper i Holland. Prins Bernhard, der fungerede som øverstkommanderende for de hollandske styrker, deltog også i mødet. Blaskowitz gik ind på alle Foulkes' forslag, men det var umuligt at opdrive en skrivemaskine i hele bygningen – nogle kilder siger i hele byen, så kapitulationserklæringen kunne ikke blive renskrevet. Dagen efter vendte begge parter tilbage, og under overværelse af såvel general Foulkes som prins Bernhard underskrev Blaskowitz kapitulationen, som i mellemtiden var blevet renskrevet.[kilde mangler]

## Efter krigen
Blaskowitz blev tiltalt for krigsforbrydelserne ved Nürnbergprocessen, men begik selvmord den 5. februar 1948 ved at bryde løs fra sine vogtere og kaste sig ud fra en balkon.

## Opsummering af hans militære karriere

### Datoer for rang
- Fænrik: 2. marts 1901
- Løjtnant: 27. januar 1902
- Premierløjtnant: 27. januar 1910
- Kaptajn: 17. februar 1914
- Major: 1. Januar 1922
- Oberstløjtnant: 6. april 1926
- Oberst: 1. oktober 1929
- Generalmajor 1. oktober 1932
- Generalløjtnant: 1. december 1933
- General der Infanterie: 1. august 1936
- Generaloberst: 1. oktober 1939